# Kulich Gyula
Kulich Gyula (Bécs, 1914. január 20. – Dachau, 1944. december) szabósegéd, pártmunkás, eszperantista, a két háború közötti magyarországi kommunista ifjúsági mozgalom egyik vezetője.

## Élete
Bécsben született, de egyéves korától Békéscsabán élt, és ott is nőtt fel. Édesapja, Kulich Mihály szabó, aki az első világháborúban szerzett betegségében, 1923-ban hunyt el. A család rossz anyagi körülményeinek következtében, kénytelen volt alkalmi munkát vállalni. Emiatt tanulmányait a négy polgári elvégzése után abbahagyta, szakmát tanult – angol–francia szabó lett. Békéscsabán nem kapott munkát, ezért 1933-ban Budapestre, majd Ausztriába utazott, de itt is csupán alkalmi munkát talált. 1934-ben visszatért a magyar fővárosba, ahol végre kapott állást.
1932-ben kapcsolódott be a munkásmozgalomba. Rövidesen bevonták a KIMSZ VIII. kerületi csoportjába, tevékenyen részt vett az ifjúsági egységfront megteremtésében, számos sztrájk és tüntetés szervezésében. Az Országos Ifjúsági Bizottság (OIB) tagja, 1938 elején titkára lett, és ugyanebben az évben a KMP vezetőségébe is beválasztották. 1939-ben megteremtette az összeköttetést a szlovákiai kommunista csoportokkal. Vezetésével ült össze 1939 nyarán a KMP konferenciája, ahol kijelölték az üzemi ifjúsági munka irányelveit. 1939–40-ben az SZDP kerületi szervezeteiben számos kommunista sejtet szervezett. 
1940. márciusban a kommunista és baloldali munkások százaival együtt a rendőrség letartóztatta; nyolcévi fegyházra ítélték. Egyik börtönből a másikba hurcolták, majd 1944-ben a dachaui koncentrációs táborba szállították, ahol a holokauszt áldozata lett.

## Emlékezete
Békéscsabán felépültét követően (1970-es évek eleje) a város egyik jelentős lakótelepét róla nevezték el. A rendszerváltozás után átnevezték Kazinczy lakótelepre.
Budapesten a mai Jelky András Iparművészeti Szakközépiskola 1956-tól Kulich Gyula Ruha- és Cipőipari Technikum, 1968 és 1993 között Kulich Gyula Ruhaipari Szakközépiskola néven volt a főváros egyik legismertebb szakképző intézménye.
1952 és 1965 között Kulich Gyula Szabadtéri Színpad néven működött nyári játszóhely a róla elnevezett budapesti téren.
Magyarország számos településén viselte nevét közterület, például Budapest VIII. kerületében a jelenlegi Kálvária tér, Miskolcon a Mandulás sétány, Pécsett a Papnövelde utca.